# ميخائيل كولير
ميخائيل كولير (بالإنجليزية: Michael Collier)‏ هو مصور أمريكي، ولد في 1950.